# Ейс Вентура: Зоодетектив
„Ейс Вентура: Зоодетектив“ (на английски: Ace Ventura: Pet Detective) е американска комедия от 1994 г., с участието на Джим Кери в ролята на Ейс Вентура. Режисиран е от Том Шадиак, който е съсценарист заедно с Джак Бърнщайн и Джим Кери. Това е първата част от поредицата „Ейс Вентура“.
Морган Крийк Продакшънс продуцира филма с бюджет от $15 милиона, и Уорнър Брос пусна филма на 4 февруари 1994 г. Спечели $72.2 милиона в Съединените щати и Канада и $35 милиона в други територии и $107 милиона в световен мащаб. Последван е от продължението „Ейс Вентура: Повикът на дивото“ (1995), анимационния сериал, който също е озаглавен „Ейс Вентура: Зоодетектив“ в три сезона през 1995-2000 г., и самостоятелното продължение „Ейс Вентура младши: Зоодетектив“ (2009). Директното продължение на първите два филма е в разработка.

## Заснемане
Снимките на филма се проведоха в Маями, Флорида през 1993 г. Филмът е продуциран с бюджет от $15 милиона.